# Piers Gilliver
Piers Gilliver, né le 17 octobre 1994, est un escrimeur handisport britannique. On peut le voir évoluer à l'épée et au sabre principalement, mais il a aussi fait partie de l'équipe de fleuret médaillée paralympique en 2021. Sa spécialité est l'épée, dont il a été champion du monde en 2019 et champion paralympique en 2021.
Atteint d'un syndrome d'Ehlers-Danlos, maladie progressive, il se tourne vers l'escrime en 2010 puis fait ses débuts en coupe du monde en 2012.

## Palmarès
- Jeux paralympiques
  -  Médaille d'or à l'épée individuelle aux Jeux paralympiques de 2020 à Tokyo
  -  Médaille d'argent à l'épée individuelle aux Jeux paralympiques de 2016 à Rio de Janeiro
  -  Médaille d'argent à l'épée individuelle aux Jeux paralympiques de 2024 à Paris
  -  Médaille d'argent au fleuret par équipes aux Jeux paralympiques de 2020 à Tokyo
  -  Médaille d'argent au sabre individuel aux Jeux paralympiques de 2024 à Paris
  -  Médaille d'argent au épée individuelle aux Jeux paralympiques de 2024 à Paris
  -  Médaille de bronze à l'épée par équipes aux Jeux paralympiques de 2020 à Tokyo
  -  Médaille de bronze à l'épée par équipes aux Jeux paralympiques de 2024 à Paris

- Championnats du monde
  -  Médaille d'or à l'épée individuelle aux championnats du monde 2019 à Cheongju
  -  Médaille d'argent à l'épée individuelle aux championnats du monde 2017 à Rome
  -  Médaille d'argent à l'épée individuelle aux championnats du monde 2015 à Eger
  -  Médaille de bronze au sabre individuel aux championnats du monde 2019 à Cheongju
  -  Médaille de bronze à l'épée par équipes aux championnats du monde 2019 à Cheongju
  -  Médaille de bronze au sabre individuel aux championnats du monde 2017 à Rome